# غريغ جاكسون (لاعب كرة سلة مواليد 1952)
غريغ جاكسون (بالإنجليزية: Greg Jackson)‏ مواليد 02 أغسطس 1952 في بروكلين - الوفاة 01 مايو 2012، كان لاعب كرة سلة أمريكي. تم اختياره من قبل فريق نيويورك نيكس خلال الدرافت. بلغ طوله 6 قدم 0 بوصة (1.8 م). لعب مع نيويورك نيكس وفينيكس صنز.

## روابط خارجية
- غريغ جاكسون على موقع إن بي أي (الإنجليزية)
- غريغ جاكسون على موقع سبورتس رفرنس (الإنجليزية)
- غريغ جاكسون على موقع ريلجم (الإنجليزية)